# Энергия графа
В математике энергия графа — это сумма абсолютных величин собственных значений матрицы смежности графа. Эта величина изучается в контексте спектральной теории графов.
Точнее, пусть G — граф с n вершинами. Предполагается, что G — простой, то есть не содержащий петель или параллельных рёбер. Пусть A — матрица смежности  G и пусть {\displaystyle \lambda _{i}}, {\displaystyle i=1,\ldots ,n} — собственные значения матрицы A. Тогда энергия графа определяется как:
{\displaystyle E(G)=\sum _{i=1}^{n}|\lambda _{i}|.}